# Affaltern
Affaltern (umgangssprachlich auch Apfeltrach) ist ein Pfarrdorf und Ortsteil des Marktes Biberbach im schwäbischen Landkreis Augsburg in Bayern (Deutschland).

Zur Gemarkung gehört auch der Weiler Salmannshofen (ehemals Kloster Salmannshofen).

## Geschichte
Bis 1803 stand Affaltern unter der Ortsherrschaft des Domstifts Augsburg. Bis zur Gebietsreform in Bayern am 1. Juli 1972 gehörte die selbstständige Gemeinde Affaltern mit ihren beiden Ortsteilen Monburg und Salmannshofen zum Landkreis Wertingen und wurde dem Landkreis Augsburg (zunächst mit der Bezeichnung Landkreis Augsburg-West) zugeschlagen. Am 1. Mai 1978 wurde sie in den Markt Biberbach eingemeindet. Monburg kam zu Heretsried.

## Religion

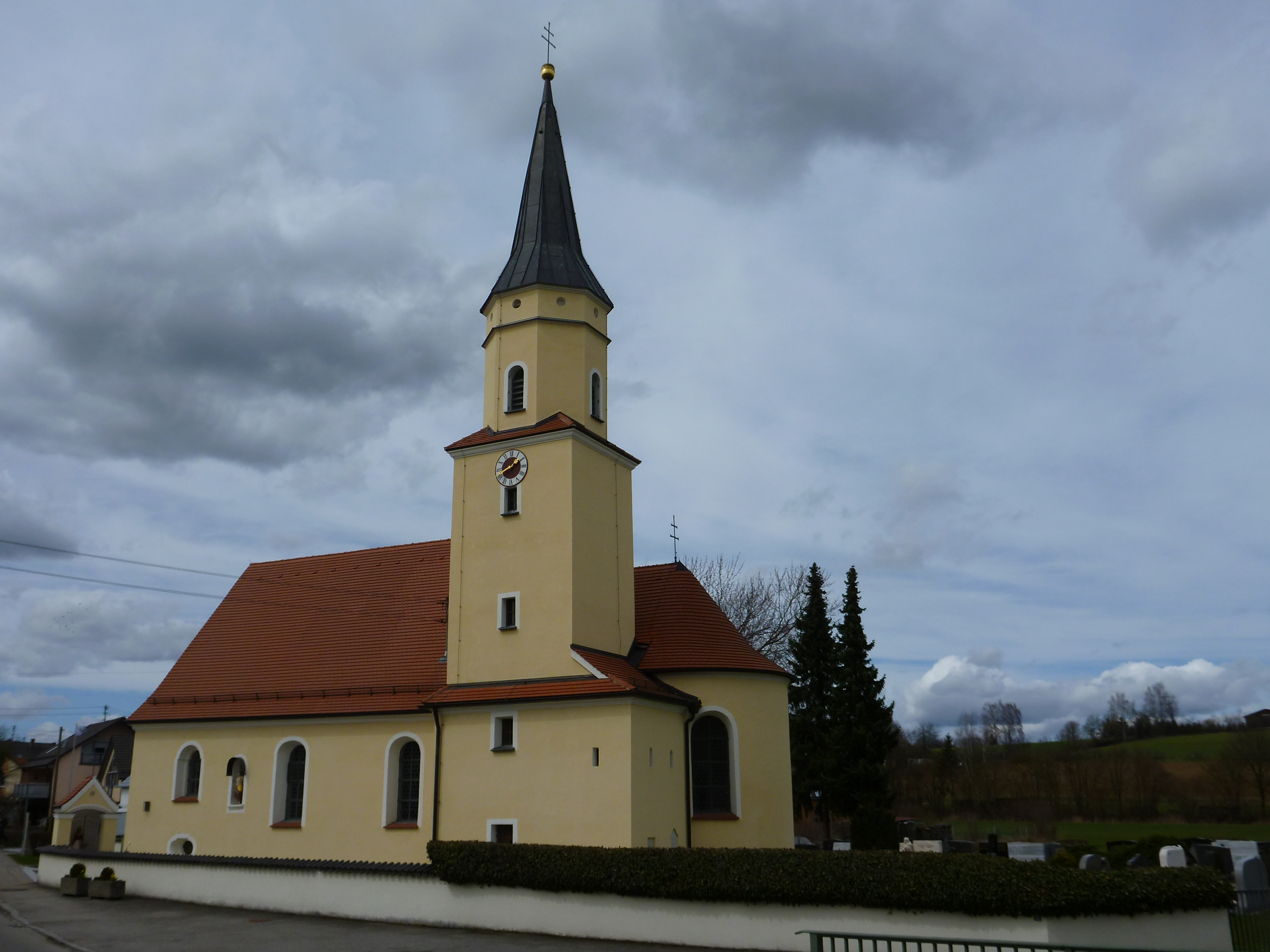
St. Sebastian in Affaltern

Die katholische Pfarrei St. Sebastian mit der Pfarrkirche St. Sebastian gehört zur Pfarreiengemeinschaft Biberbach im Dekanat Augsburg-Land im Bistum Augsburg. Zur Pfarrei gehört noch Salmannshofen.

## Verkehr
Die Kreisstraße A 12 führt von Biberbach über Albertshofen, Dennhofmühle, Baletshof, Salmannshofen, Affaltern und Lauterbrunn nach Welden. Die Kreisstraße A 27 führt von der Kreisstraße DLG 10 (Landkreisgrenze bei Osterbuch) über Affaltern nach Heretsried.